# こしだミカ
こしだミカ(1962年-）は日本の絵本作家、造形作家である。著書『アリのさんぼ』（架空社）『ほなまた』（農文協）『くものもいち』『いたちのてがみ』、共著に『ナマコ天国』（偕成社）がある。

## 略歴
大阪市出身。
20歳の頃から絵を描き始める。就職先は絵以外の仕事を選んだものの務まらず、30代の頃に図書館で懐かしい絵本に出会ったことをきっかけに、絵本作家を志す。
絵本の学校には通わず、図書館や絵本の読める場所を利用し、独学で絵本を学ぶ。
2001年、千駄ヶ谷にあるギャラリー・エフにて初個展を開催する。
個展での出会いをきっかけに2005年には初の絵本『アリのさんぽ』を出版する。

## 作品

### 著書
- 『ひげじまん』（2019年、小学館）ISBN 9784097267447
- 『ドンのくち』（2016年、佼成出版社）ISBN 9784333027248
- 『でんきのビリビリ』（2015年、そうえん社）
- 『ねぬ』（2014年、架空社）
- 『いたちのてがみ』（2010年11月号　福音館書店「こどものとも」年少版）
- 『くもの　もいち』（2008年9月号　福音館書店「こどものとも」年少版）
- 『ほな　また』（208年、農文協）
- 『アリのさんぽ』（2005年、架空社）

### 共著
- 『ナマコ天国』（2019年、偕成社　本川達雄・作）
- 『いつか、太陽の船』（2019年、新日本出版社　村中李衣・作）

## 受賞歴
- 2017年　「プラティスラヴァ世界絵本原画展（BIB）」に「でんきのビリビリ」（そうえん社）入選
- 2010年4月～2016年3月放送　こども番組「できたできたできた」（NHK Eテレ）（がっこう編・かてい編・からだ編）の背景画とオブジェ制作
- 2009年　「ブラティスラヴァ世界絵本原画展」に「ほなまた」（農文協）入選
- 1999年　「川の絵画大賞展」入選
- 1991年　「キリンプラザ大阪コンテンポラリー・アワード」絵画部門ジャンル賞、審査員奨励賞

## 参考図書
- 月刊MOE 2011年4月号（発行日: 2011年03月03日 JAN 4910187870418）2019年10月14日閲覧
- 天游－蘭学の架け橋となった男－（発行日: 2011年11月 ISBN 9784774320106）2019年10月14日閲覧